# 처복
"처복"은 1971년 공개된 대한민국의 영화이다.

## 배역
- 신영균
- 황정순
- 윤정희
- 김희라
- 복혜숙
- 방수일
- 여수진
- 고상미
- 안인숙
- 이승현
- 박기택
- 김웅
- 전숙
- 이영호
- 박병기
- 김수천
- 추봉
- 박달
- 임성포
- 석인수
- 박예숙
- 김지영